# مايك آيرلادند
مايك آيرلادند هو متزلج سريع كندي، ولد في 3 يناير 1974 في وينيبيغ في كندا.

## وصلات خارجية
- مايك آيرلادند على موقع SpeedSkatingBase.eu (الإنجليزية)
- مايك آيرلادند على موقع SpeedSkatingNews.info (الإنجليزية)
- مايك آيرلادند على موقع SpeedSkatingStats.com (الإنجليزية)
- مايك آيرلادند على موقع اللجنة الأولمبية الدولية (الإنجليزية)
- مايك آيرلادند على موقع أوليمبيديا (الإنجليزية)
- مايك آيرلادند على موقع اللجنة الأولمبية الكندية (الإنجليزية)
- مايك آيرلادند على موقع قاعة مانيتوبا للمشاهير الرياضية (الإنجليزية)
- مايك آيرلادند على موقع ميوزك برينز (الإنجليزية)
- مايك آيرلادند على موقع ديسكوغز (الإنجليزية)